# 藤兵衛新田 (静岡市)
藤兵衛新田（とうべえしんでん）は静岡県静岡市葵区にある町名。丁目を持たない単独町名である。住居表示未実施。

## 地理
葵区の美和地区の一部に位置し、周囲を西ケ谷に囲まれている。ほとんどが西ケ谷清掃工場の敷地内であり、住宅はない。郵便番号は設定されていない。非常に狭い地域であり、テレビ静岡『ただいま!テレビ』の取材によれば、地元住民も耳馴染みのない地名だという。

## 歴史
美和郷土誌によれば、かつては静岡市を代表する大新田だったといい、1772年に西ケ谷にあった古池を埋め立て、新田の開墾が着手されたという。

### 地名の由来
新田を開墾した「石上藤兵衛」という名主の名前から取られたもの。

### 沿革
- 1955年（昭和30年）6月1日 - 藤兵衛新田を含めた安倍郡美和村が静岡市に編入される。

## 施設
- 西ケ谷清掃工場（敷地の一部）[注 1][3]
- しずもーる西ケ谷（駐車場）[注 2][2]